# Dark Planet
Dark Planet est un film américain réalisé par Albert Magnoli, sorti en 1997.

## Synopsis
Dark Planet est un film de science-fiction sorti en 1997. L'histoire se déroule dans un monde dystopique futuriste, où la Terre est devenue inhabitable en raison de la guerre et de la pollution, obligeant les humains à chercher une nouvelle planète où vivre. Les survivants ont établi une colonie sur une planète éloignée et hostile, appelée Terra 219.
Les habitants de Terra 219 ont divisé leur société en deux factions en conflit : les "Mondites" et les "Terranians". Les Mondites ont la peau blanche et sont supérieurs aux Terraniens, qui ont la peau foncée et sont traités comme des esclaves. Les deux factions se battent pour le contrôle de la planète et pour le privilège d'être envoyés sur la Terre, qui a été redécouverte et révélée être à nouveau habitable.
Le film suit l'histoire d'un jeune Terranien nommé Héméra, qui tombe amoureux d'une jeune femme Mondite nommée Noah. Leur amour est interdit et ils sont persécutés par les Mondites, qui considèrent les Terraniens comme inférieurs. Cependant, Héméra découvre bientôt un complot orchestré par les Mondites pour s'emparer de la Terre, et il se met à chercher un moyen de l'empêcher tout en essayant de sauver Noah et sa propre vie.

## Fiche technique
- Réalisation : Albert Magnoli

## Distribution
- Paul Mercurio : Anson Hawke
- Harley Jane Kozak : Colonel Liz Brendan
- Michael York : Capitaine Winter
- Maria Ford : Helmsperson Salera
- Ed O'Ross : Lieutenant Byron
- Phil Morris : Dr. Fletcher
- Amy Beth Cohn : Cassian